# In God We Trust, Inc.
In God We Trust, Inc. är en EP av punkbandet Dead Kennedys från 1981. Namnet är hämtat från USA:s motto In God We Trust.

## Låtlista

### Sida A
1. "Religious Vomit" - 1:04
2. "Moral Majority" - 1:55
3. "Hyperactive Child" - 0:37
4. "Kepone Factory" - 1:18
5. "Dog Bite" - 1:13

### Sida B
1. "Nazi Punks Fuck Off" - 1:03
2. "We've Got a Bigger Problem Now" - 4:29
3. "Rawhide" - 2:11